# گالانجین
گالانجین (به انگلیسی: Galangin) با فرمول شیمیایی C۱۵H۱۰O۵ یک ترکیب شیمیایی با شناسه پاب‌کم ۵۲۸۱۶۱۶ است. که جرم مولی آن ۲۷۰٫۲۴ g/mol می‌باشد. 